# Bunul Will Hunting
Good Will Hunting este un film de dramă american din 1997 regizat de Gus Van Sant, avându-i în distribuție pe Matt Damon, Robin Williams, Ben Affleck, Minnie Driver și Stellan Skarsgård. Cu scenariul scris de Affleck și Damon, Damon însuși fiind în rolul principal, filmul urmărește povestea muncitorului de douăzeci de ani din South Boston Will Hunting, un geniu nerecunoscut, care devine pacientul psihologului Sean Maguire (Robin Williams) după ce atacă un polițist și elevul profesorului de matematică Gerald Lambeau (Stellan Skarsgård).
Filmul a fost nominalizat la nouă premii Oscar, câștigând la categoriile: Cel mai bun actor în rol secundar, Robin Williams și Cel mai bun scenariu original pentru Damon și Affleck.

## Distribuție
- Matt Damon - William "Will” Hunting
- Robin Williams - Sean Maguire
- Ben Affleck - Chuck „Chuckie” Sullivan
- Stellan Skarsgård - Professor Gerald Lambeau
- Minnie Driver - Skylar
- Casey Affleck - Morgan O'Mally
- Cole Hauser - William "Billy" McBride
- John Mighton - Tom
- George Plimpton - Dr. Henry Lipkin

## Coloana sonoră
Un album cu coloana sonoră a filmului a fost lansat de Capitol Records la data de 28 noiembrie 1997.
1. Elliott Smith – "Between the Bars" (Orchestral)
2. Jeb Loy Nichols – "As the Rain"
3. Elliott Smith – "Angeles"
4. Elliott Smith – "No Name #3"
5. The Waterboys – "Fisherman's Blues"
6. Luscious Jackson – "Why Do I Lie?"
7. Danny Elfman – "Will Hunting"
8. Elliott Smith – "Between the Bars"
9. Elliott Smith – "Say Yes"
10. Gerry Rafferty – "Baker Street"
11. Andru Donalds – "Somebody's Baby"
12. The Dandy Warhols – "Boys Better"
13. Al Green – "How Can You Mend a Broken Heart?"
14. Elliott Smith – "Miss Misery"
15. Danny Elfman – "Weepy Donuts"

## Legături externe
- Site web oficial
- Good Will Hunting la Internet Movie Database
- Good Will Hunting la TCM Movie Database
- Good Will Hunting la Allmovie
- Good Will Hunting la Box Office Mojo
- Good Will Hunting la Rotten Tomatoes
- Scenariul pe IMSDb
- Grime, James. „The Real Good Will Hunting”. Numberphile. Brady Haran. Arhivat din original la 19 aprilie 2017. Accesat în 4 februarie 2015.
- Then & Now: Revisiting Good Will Hunting – Boston.com